# Albert F. Shields
Albert Frank Shields (26 giugno 1908 – 1º luglio 1974) è stato un ingegnere statunitense.

## Biografia
Nacque in Ohio e si laureò presso lo Stevens Institute of Technology in New Jersey. nel 1933 partì per Berlino, dove completò la sua tesi di dottorato presso il Laboratorio di Idraulica prussiano. I suoi studi si sono basati sul lavoro di Hans Kramer e Hugh John Casey, grazie al quale è stato in grado di definire un parametro adimensionale utilizzato per determinare lo stato dei sedimenti sul fondo del letto di un corso fluviale. Dopo il suo ritorno negli Stati Uniti non riuscì a trovare un impiego nel suo campo lavorativo primario e dunque intraprese una nuova carriera presso la cartiera S & S Corrugated Paper Machinery Co. dove acquistò una serie di brevetti. Dal 1968 al 1971 visse a Forest Hills, New York.
| Controllo di autorità | VIAF (EN) 45277288 · GND (DE) 1153089890 |